# Khames Farhan Ali Al-Khanjar Al-Issawi
Șeicul Khames Farhan Ali Al-Khanjar Al-Issawi (خميس فرحان علي الخنجر العيساوي; n. 8 septembrie 1965, Irak) este un important om de afaceri, politician și filantrop cu o influență semnificativă în comunitatea arabă sunnită din Irak.  Acesta are vaste relații comerciale și politice în Orientul Mijlociu și este o figură controversată, având o reputație de om care-și schimbă alianțele politice și se presupune că are legături cu finanțarea terorismului prin relații cu Statul Islamic, cunoașterea în trecut a unor persoane influente din regimul lui Saddam Hussein și facilitarea de plăți pentru Regatul Qatarului. În prezent, el este susținător al unui sistem federal în Irak care ar crea o regiune autonomă pentru arabii sunniți, similară cu Guvernul Regional Kurdistanian din nordul țării.  

## Viața personală
Khanjar s-a născut pe 9 august 1965, ca membru al tribului Albu Issa din Fallujah, Irak. Tatăl lui, Farhan, era păstor și administra o fermă de familie, moștenită ulterior de fiul său și fratele lui Khames, Abud. El și fratele său Abud au devenit importanți oameni de afaceri în nordul Irakului. Khanjar și-a construit relații politice considerabile și se cunoaște că obișnuiește să-și schimbe susținerea între politicienii rivali.  El a contribuit, de asemenea, prin intermediul organizațiilor sale de caritate, la colectarea de fonduri pentru organizațiile care sprijină grupurile teroriste. 
Folosind banii împrumutați de tatăl lor înainte de a muri, Abud și Khamis au deschis un magazin de mobilă italiană și au dezvoltat o relație de afaceri cu fiii dictatorului irakian de atunci, Saddam Hussein: Uday și Qusay. Khamis și Uday Hussein au început să importe țigări peste graniță și s-au poziționat rapid ca contrabandiști competenți. Khanjar a obținut o licență în literatura arabă de la Universitatea Salahaddin din Erbil, un master în administrarea afacerilor de la Colegiul Universitar Sidoon din Liban și este masterand în relații internaționale la Universitatea Orientului Mijlociu din Amman, Iordania. Khanjar este căsătorit și are două fiice și un fiu. 

## Legături de afaceri

### Saddam Hussein
În anii '90, a lucrat cu fiii lui Saddam Hussein, Uday și Qusay, în special cu Uday, făcând contrabandă cu țigări.  Se presupune că cei doi și-au stricat legăturile de afaceri din cauza banilor. Se pare că fratele lui Khanjar, Abud, a fost închis după ce a abordat-o pe fiica lui Saddam Hussein, Re’ed, cu o cerere în căsătorie.  După intervenția unui prieten de familie, Abud a fost eliberat, iar cei doi frați au fugit în Iordania.
Cea mai mare parte a averii lui Khanjar nu este înregistrată, dar se presupune că a fost construită pe afacerile sale cu țigări, pe care le-a transformat într-o firmă de importuri.
Se spune că, înainte de căderea regimului Hussein, în timpul operațiunii „Libertate pentru Irak” din 2003, Uday i-a transferat 700 de milioane de dolari lui Al-Khanjar, de unde au fost depuși la Banca Al-Etihad. Khanjar era manager la banca Al-Etihad din Iordania în acea perioadă. Uday a fost ucis de insurgenții americani în timpul operațiunii din 2003, iar urma banilor a fost pierdută de la primul lor transfer.

### Iordania
Al-Khanjar are legături de afaceri cu familii influente din întregul Orient Mijlociu, inclusiv din Iordania și Qatar.
În 2014, el a fugit din Iordania după ce s-a emis un mandat pentru arestarea lui, în legătură cu o tentativă de preluare ostilă de la un partener de afaceri a unor fabrici din țară, în complicitate cu un director executiv de la Banca Etihad. De atunci nu s-a mai întors în Iordania.

### Qatar
Khamis Al-Khanjar deține un pașaport al statului Qatar începând cu anul 2012, datorită intervenției familiei Hussein. Se zvonește că Khamis s-a căsătorit cu fiica cea mare a lui Saddam Hussein, Raghad, în 2012, iar acesta i-a acordat nu numai cetățenia statului Qatar, dar și dreptul de proprietate asupra mai multor posturi de televiziune. Al-Khanjar a fost acuzat dur pentru că a fost intermediarul desemnat pentru fondurile din Qatar destinate grupurilor de rebeli sirieni care luptă în războiul civil sirian.  Din câte se zvonește, relația s-a stricat după bănuielile celor din Qatar că Al-Khanjar ar fi realocat unele dintre acele fonduri pentru scopuri personale, și anume proiectele sale caritabile din Kurdistanul irakian, în special o rețea de școli finanțate de Fundația de Dezvoltare Al-Khanjar. 
Relația sa cu Qatarul s-a ameliorat, din câte se zvonește, înainte de participarea lui Khanjar la Conferința de la Geneva a Institutului European al Păcii din 15-16 februarie 2017, de la Montreux, Elveția. Khanjar a îndeplinit, din câte se zvonește, rolul de locțiitor al guvernului din Qatar.

### Legăturile cu Frăția Musulmană
Ginerele său, Majid al-Issawi (مجيد العيساوي), gestionează interesele de afaceri ale lui Al-Khanjar în Erbil.
Khanjar a avut un rol major în crearea coaliției Iraqiyya (INM - Mișcarea Națională Irakiană) înainte de alegerile din 2010.  Partenerul său apropiat, Rafi al-Issawi, afiliat la OASRI care s-a alăturat la INM, lucrase anterior în cadrul PII (Partidul Islamic Irakian, parte din Frontul Acordului Irakian), afiliat la Frăția Musulmană. Mai mulți alți politicieni din rețeaua lui Khanjar au relații similare cu PII, aducând în discuție acuzații de afiliere la Frăția Musulmană.
Khanjar a dăruit compania de radiodifuziune Alrafidain afiliaților din Cairo pentru a promova Frăția Musulmană și Asociația Savanților Musulmani. Postul de televiziune difuzează strict programele care încearcă să susțină cauzele Frăției Musulmane și Savanților musulmani. Dr. Mohammed Ayyash Al-Kubaisi este purtătorul de cuvânt al Asociației Savanților Musulmani și un susținător al lui Khamis al-Khanjar.

## Politică
Khanjar a contribuit la finanțarea mișcărilor de gherilă sunnite din Irak pentru a lupta împotriva forțelor Statelor Unite încă din 2003, dar se spune că, în 2006, el și-a îndreptat susținerea financiară către triburile sunnite aflate de partea americanilor pentru a lupta împotriva Al-Qaida în Irak. În 2010, Al-Khanjar s-a numărat printre mai multe persoane influente care au contribuit la construirea coaliției multi-confesionale Iraqiyya, un bloc politic susținut de partidele sunnite și condus de Ayad Allawi, un șiit laic și fost prim-ministru interimar.
În 2013, el a contribuit la finanțarea protestelor conduse de sunniți împotriva guvernului național al prim-ministrului Malaki și a generat controverse după cucerirea în 2014 a Mosulului de către Statul Islamic când, într-un tweet, a numit evenimentul o „revoluție” care avea să îi „elibereze” pe sunniți. De asemenea, el s-a referit la armata irakiană folosind cuvântul „dușmani”. De asemenea, a pus cucerirea pe seama unei alianțe de triburi sunnite, negând inițial că Statul Islamic cucerise orașul.
În mai 2015, s-au organizat proteste împotriva lui Khanjar în Kurdistan, unde s-a emis împotriva lui un mandat pentru acuzații legate de terorism. La 26 octombrie 2015, cele mai înalte instanțe din Irak au depus o plângere împotriva Khamis în conformitate cu articolul 4 din legislația antiterorism a Irakului.  Khanjar a angajat în septembrie 2015 firma de lobby Glober Park Group cu un onorariu de 65.000 $ pe lună pentru a-și promova mesajul politic în rândul oficialilor din Statele Unite. În 2016, a deschis un sediu OASRI la Washington.
De la jumătatea lui 2016, Al-Khanjar a căutat să creeze o versiune federalizată a Irakului, cu trei regiuni distincte pentru kurzi, arabi sunniți și arabi șiiți. El s-a poziționat ca susținător al arabilor sunniți din Irak și preconizează că regiunea federală sunnită ar obține investiții masive de la statele din Golful Persic și de la Turcia, care ar consolida financiar regiunea.
„Avem relații excelente cu Qatarul, Arabia Saudită, Emiratele Arabe Unite și Turcia”, a declarat Khanjar în 2016 pentru Reuters. „Vrem să profităm de aceste relații.” Khamis deține un pașaport turcesc și are în prezent un ONG cu sediul în Turcia, Fundația Al-Khanjer pentru Dezvoltare Educațională. Fundația a fost creată cu ajutorul partenerului de afaceri al lui Khanjer, dr. Mustafa Ayyash Al-Kubaisi. Mustafa Ayyash Al-Kubaisi este o rudă a dr. Mohammed Ayyash Al-Kubaisi de la Asociația Cercetătorilor Musulmani.  Organizația Al-Khanjer este condusă de fiul lui Khanjers, Sarmad Khamis Al-Khanjer, un susținător loial al grupului terorist ISIS. Sarmad deține și el un pașaport turcesc și locuiește în această țară. Se presupune că ONG-ul este folosit pentru a canaliza resurse către grupurile extremiste islamice din regiune.  

### Ofensiva de la Mosul și acuzațiile de susținere a Statului Islamic
În 2016, Khanjar a fost citat lăudându-l pe liderul Statului Islamic, Abu Bakr al-Baghdadi: „Abu Bakr al-Baghdadi (liderul ISIS) este liderul Islamului.”
A colaborat cu fostul guvernator al Mosulului, Atheel al-Nujaifi, cu fratele său, Osama al-Nujaifi, fost vicepreședinte al Irakului, și fostul ministru al finanțelor, Rafaa al-Issawi, la promovarea ideii unei regiuni sunnite autonome în Irak. Grupul primește, de asemenea, asistență și sprijin financiar din partea națiunii Qatarului pentru a-și susține cauza. În prezent, Issawi este căutat de guvernul irakian pentru un mandat de arestare pentru acuzații legate de terorism, emis de prim-ministrul Nuri al-Maliki în 2012. De asemenea, se spune că a construit o miliție sunnită – Forța Gărzilor de la Ninive – pentru a lupta împotriva Statului Islamic, care cuprindea cel puțin 4.000 de bărbați din provincia Ninive
În noiembrie 2016, înaintea eforturilor Irakului de a recuceri Mosulul de la Statul Islamic, Khanjar a avertizat în mod public cu privire la violența sectară în cazul în care forțele non-sunnite ar elibera orașul, acuzând Forțele de Mobilizare Populară conduse de șiiți de atrocități anterioare împotriva sunniților.  
„Toată lumea caută salvarea de Daesh [acronimul arab pentru ISIL] ... dar după ce Daesh va fi învins, va începe o nouă fază periculoasă, dacă Statele Unite și guvernul nu vor aborda doleanțele sunnite. Acest lucru ar putea amenința viitorul statului irakian”, a spus Khanjar
În 2017, el a fost asociat cu încercările lui Ammar al-Hakim, liderul partidului șiit religios Consiliul Suprem Islamic al Irakului, de a consolida susținerea sunniților pentru un efort de reconstrucție a unui post-Stat Islamic în provincia predominant sunnită al-Anbar

## Activitate caritabilă
Khanjar este fondatorul Oficiului Reprezentantului Arabilor Sunniți pentru Irak (OASRI), care oferă informații despre comunitatea sunnită din Irak. El este și secretarul general al Proiectului Arab din Irak. În 2004, el a înființat Fundația de Dezvoltare Al-Khanjar pentru a oferi oportunități educaționale pentru elevii afectați de violențe. În 2005, Șeicul Khamis a extins activitățile fundației pentru a oferi servicii medicale familiilor cu venituri reduse. De la preluarea Mosulului de către Statul Islamic, fundația a sponsorizat în principal instituții pentru arabii sunniți strămutați intern care s-au stabilit în Kurdistanul irakian.  În 2014, Fundația de Dezvoltare Al-Khanjar a înființat cincisprezece școli pentru sunniții strămutați în orașele kurde Erbil, Sulaymaniyah și Shaqlawa. Fundația a sponsorizat și o clinică medicală din Harir, care deservește aproximativ 270 de pacienți pe zi, oferind servicii care includ intervenții chirurgicale minore.
În 2016, acel număr a crescut la 21 de școli care deservesc peste 25.000 de elevi și patru niveluri diferite de studiu. Tot în 2014, fundația a creat o clinică medicală în Harir care deservește 270 de pacienți pe zi, cu posibilitatea de a realiza operații chirurgicale pentru sunniții strămutați aflați în nevoie.  În 2016, Șeicul Khamis a fondat în Erbil un centru medical specializat pentru a oferi în mod gratuit îngrijire medicală pentru sunniți strămutați și kurzi. Se preconizează că centrul va deservi 350 de pacienți pe zi. În 2005, Khanjar a fondat Centrul Irakian pentru Studii Strategice (ICSS) cu sediul în Iordania, un grup de reflecție care efectuează cercetări, găzduiește dezbateri și organizează conferințe privind provocările politice, de securitate și economice ale Irakului.  De asemenea, el deține o rețea de televiziune, Al Fallujah TV, în orașul său natal, Fallujah. Este și fondatorul Institutului Al-Khanjar pentru Dezvoltare Științifică din Iordania, pentru irakienii care studiază în străinătate, și al Institutului Al-Khanjar pentru Asistență Socială, care oferă sprijin pacienților răniți care provin din familii cu venituri reduse.